# William Priddy
William „Reid“ Priddy (* 1. Oktober 1977 in Richmond (Virginia)) ist ein US-amerikanischer Volleyballspieler.

## Karriere Halle
Priddy kam nach dem Umzug nach Florida im Rahmen einer „summer school“ zum Volleyball. Während seines Studiums spielte er von 1997 bis 2000 im Team der Loyola Marymount University. Im Mai 2000 gab der Außenangreifer sein Debüt in der US-amerikanischen Nationalmannschaft. Von 2000 bis 2003 war er in Europa aktiv und spielte jeweils eine Saison für den italienischen Verein Volley Forlì, die Aon hotVolleys Wien und im griechischen Nikea. 2003 gewann er mit der Nationalmannschaft die NORCECA-Meisterschaft. Im folgenden Jahr nahm Priddy erstmals an einem olympischen Turnier teil und wurde mit den USA Vierter. Nach einer Saison bei Tonno Callipo Vibo Valentia siegte er erneut bei der kontinentalen Meisterschaft. Anschließend wechselte er nach Südkorea zu Daejeon Samsung Fire Bluefangs, bevor er erneut in Griechenland bei Olympiakos Piräus spielte. Nach dem dritten NORCECA-Titel in Folge wurde der Außenangreifer 2007 vom russischen Erstligisten VK Lokomotiv Nowosibirsk verpflichtet. 2008 siegte er mit der Nationalmannschaft in der Weltliga. Beim Olympiaturnier in Peking gewannen die USA das Finale gegen Brasilien und somit die Goldmedaille. 2010 wechselte Priddy innerhalb der russischen Liga zu VK Zenit-Kasan. In der ersten Saison beim neuen Verein gelang ihm der Erfolg in der russischen Meisterschaft und der Einzug ins Finale der Champions League, das Kasan gegen Trentino Volley verlor. 2012 wurde Kasan mit dem US-amerikanischen Außenangreifer erneut russischer Meister und triumphierte in der Champions League gegen Skra Bełchatów. Bei den Olympischen Spielen in London belegte Priddy mit den USA Platz fünf. Danach ging er in die Türkei, wo er mit Halkbank Ankara 2013 den türkischen Pokal und den europäischen CEV-Pokal gewann. Mit der Nationalmannschaft gewann Priddy 2013 zum vierten Mal die NORCECA-Meisterschaft und 2014 zum zweiten Mal die Weltliga. Nach einem kurzen Engagement in Italien bei Lube Macerata und dem Gewinn der Bronzemedaille bei den Olympischen Spielen in Rio de Janeiro beendete Priddy seine lange Hallenkarriere.

## Karriere Beach
Seit 2000 spielt Priddy auch Beachvolleyball mit verschiedenen Partnern auf der US-amerikanischen AVP Tour. Seit 2017 konzentriert er sich ausschließlich auf Beachvolleyball. Bei den AVP Open in San Francisco und in Manhattan Beach wurde er zusammen mit dem Brasilianer Ricardo Santos jeweils Dritter. Auch mit Jeremy Casebeer gelang Priddy 2018 bei der AVP-Tour mehrfach der Sprung aufs Treppchen. 2019 stand er mit Theodore Brunner im Finale des FIVB 3-Sterne-Turniers in Kuala Lumpur und gewann mit Trevor Crabb das AVP Open-Turnier in Manhattan Beach.

## Privates
Priddy ist seit 2007 mit Lindsay Pierce verheiratet. Die beiden leben in Süd-Kalifornien und haben einen Sohn Caden (2010) sowie eine Tochter Scarlett (2015).